# Острожецький парк
Остроже́цький парк — парк-пам'ятка садово-паркового мистецтва місцевого значення в Україні. Об'єкт природно-заповідного фонду Рівненської області. 
Розташований у межах Млинівського району Рівненської області, в південній частині села Острожець. 
Площа 16 га. Статус надано згідно з рішенням облвиконкому від 22.11.1983 № 343 (зміни згідно з рішенням облвиконкому від 18.06.1991 № 98). Перебуває у віданні Острожецької сільської ради. 
Статус надано з метою збереження парку, заснованого в 1-й половині XIX ст. Збереглися вікові візновидні дерева, серед яких бук червоний.